# Инишаннон

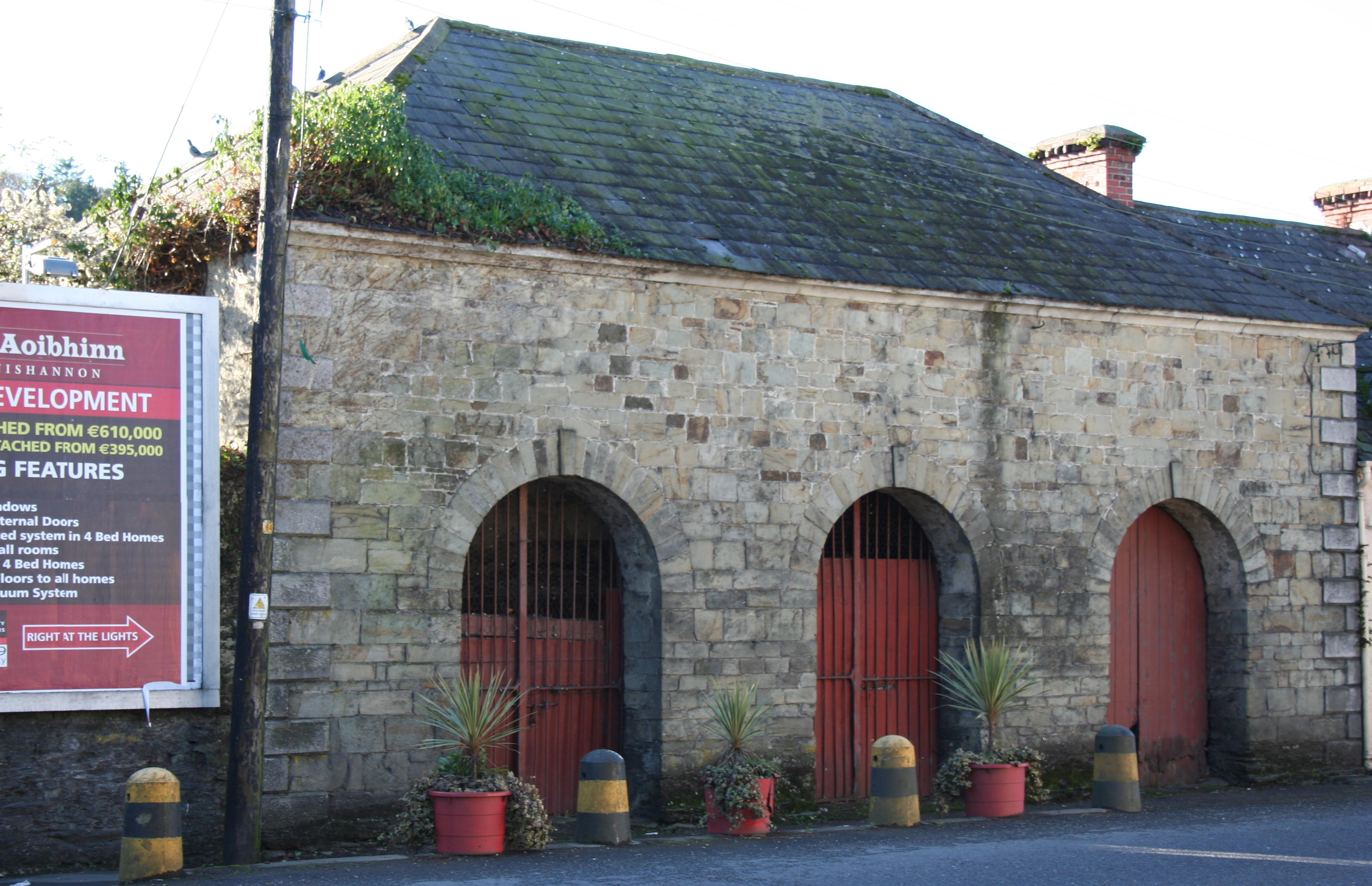
Рынок

Инишаннон (англ. Innishannon; ирл. Inis Eonáin) — деревня в Ирландии, находится в графстве Корк (провинция Манстер).
Местная железнодорожная станция была открыта 1 августа 1849 года и закрыта 1 апреля 1961 года.

## Демография
Население — 678 человек (по переписи 2006 года). В 2002 году население составляло 679 человек.
Данные переписи 2006 года:
| Общие демографические показатели |               |                               |                               |      |      |
| Всё население                    | Всё население | Изменения населения 2002—2006 | Изменения населения 2002—2006 | 2006 | 2006 |
| 2002                             | 2006          | чел.                          | %                             | муж. | жен. |
| 679                              | 678           | −1                            | −0,1                          | 323  | 355  |